# کولبی اسلیتر
کولبی اسلیتر (انگلیسی: Colby Slater; ۳۰ آوریل ۱۸۹۶ – ۳۰ ژانویهٔ ۱۹۶۵) بازیکن راگبی ۱۵ نفره اهل ایالات متحده آمریکا بود.